# Тарасюк Олексій Васильович
Олексі́й Васи́льович Тарасю́к — солдат Збройних сил України, учасник російсько-української війни.

## Біографія
Народився Олексій Тарасюк 12 січня 1990 року в Ковелі (за деякими джерелами — у селі Рудка-Миринська). Навчався у Ковельській ЗОШ № 5, після закінчення школи здобув спеціальність фельдшера в Ковельському медичному коледжі. З початком російської збройної агресії був мобілізований до лав Збройних сил України, служив у 51-й механізованій бригаді. Разом із підрозділом брав участь у боях під Іловайськом. Перед початком боїв за Іловайськ був у відпустці й попри прохання рідних її не продовжив, а повернувся до військової частини. 29 серпня 2014 року боєць загинув під час обстрілу українських військовиків, що виходили з оточення так званим «зеленим коридором» біля села Новокатеринівка Старобешівського району. Спочатку тіло Олексія Тарасюка разом із тілами ще 87 невпізнаних полеглих українських солдатів 2 вересня 2014 року було вивезене з-під Іловайська до Запоріжжя, деякий час воїн вважався зниклим безвісти. Пізніше Олексія Тарасюка упізнала дружина в морзі, але мати й сестра полеглого тривалий час не визнавали факту загибелі Олексія.
Удома в Олексія Тарасюка залишилися дружина та донька, якій на момент загибелі батька виповнилось 4 роки.
Похований Олексій Тарасюк на кладовищі в Ковелі 7 вересня 2014 року.

## Нагороди
4 червня 2015 року — за особисту мужність і героїзм, виявлені у захисті державного суверенітету та територіальної цілісності України, вірність військовій присязі під час російсько-української війни, відзначений — нагороджений орденом «За мужність» III ступеня (посмертно).
22 травня 2015 року, в річницю бою під Волновахою, у Ковелі урочисто відкрито пам'ятну стелу на честь жителів міста й району, які загинули під час російсько-української війни — Олександра Артемука, Станіслава Максимчука, Павла Редьковича, Романа Данилевича, Андрія Мостики, Олександра Ярмолюка, Андрія Омелянюка, Олександра Абрамчука, Анатолія Шиліка, Сергія Дем'яника, Андрія Задорожнього та Олексія Тарасюка.
Ковельська міська рада ухвалила рішення присвоїти новозбудованій вулиці в районі вулиці Зерова ім'я Олексія Тарасюка.